# 1938 na Alemanha
Esta é uma cronologia dos fatos acontecimentos de ano 1938 na Alemanha.

## Eventos
- 12 de março: Tropas alemãs marcham à Áustria para anexá-la ao Terceiro Reich.
- 29 de setembro: Adolf Hitler, Neville Chamberlain, Edouard Daladier e Benito Mussolini assinam o Acordo de Munique.
- 9 de novembro: As sinagogas e as lojas judaicas são destruídas pelas tropas nazistas no episódio conhecido como Noite dos Cristais.
- 23 de novembro: As Leis de Nuremberg são introduzidas na Cidade Livre de Danzig.